# パラクラックス
パラクラックス（学名: Paracrax、「ホウカンチョウ属に近い」の意）は、現生のノガンモドキ科や絶滅したフォルスラコス科に近縁な可能性がある、北アメリカの絶滅した飛べない鳥の属。バトルニス科に分類する見解や、それよりもノガンモドキ科に近縁であるとする見解、そもそもノガンモドキ目でないとする見解がある。パラクラックスは特殊化した分類群であり、南アメリカのフォルスラコス科のように走行に適した捕食動物で、巨体を誇る種もいた。

## 発見
Paracrax antiqua が本属のタイプ種である。タイプ標本 YPM 537 は1871年にオスニエル・チャールズ・マーシュがアメリカ合衆国コロラド州ウェルド郡で収集したもので、シチメンチョウ属の類であると同定された。後にピアーズ・ブロッドコーブがホウカンチョウ科に分類し、さらにその後にバトルニス科として同定された。パラクラックスの骨格要素は以前にはウ科のウ属あるいはOligocrocorax 属に分類される P. / O. mediterraneus のものと考えられ、後に P. antiqua の化石と同定された。
それ以来、さらに2種 P. wetmorei と P. gigantea がパラクラックス属に同定されている。両種は P. antiqua よりも互いに近縁であった。

## 時代と環境
大半の標本はノースダコタ州のブルール累層で発見されている。漸新世のルペリアンに相当するこの地層は河川堆積物で構成され、豊かなサバンナのような環境の痕跡を示している。サイやメリコイドドン科およびヒアエノドン科といった複数の大型哺乳類のグループがこの地域から知られており、いずれも複数の飛べないバトルニス科鳥類と共存していた。パラクラックスと近縁な親戚の可能性のあるバトルニスはより湿潤な生態系を好んだ一方、パラクラックスはより乾燥した環境に生息していた。

## 外見
パラクラックスは骨盤・竜骨・前肢・烏口骨といった多様な骨格要素から知られている。上腕骨は関連の近いバトルニスと異なり、外側の関節丘と比較して内側の関節丘が発達していない。全体的にパラクラックスのプロポーションはフォルスラコス科鳥類のものに似ていたと推測されており、翼は短く、嘴は大型で上下に深かった。
竜骨は平胸類のように相対的に遥かに浅い。パラクラックスの胸骨は現生のツメバケイに大まかに収斂するものの、現生鳥類とは一線を画す独自の特徴を持ち、同定は容易である。P. antiqua と P. gigantea はいずれも飛ぶことは明らかにできず、遥かに短い前肢と竜骨を持つ大型鳥類であった。特に前者は中手骨が非常に縮小していた。P. wetmorei はわずかながらに飛ぶことができた可能性がある。
特に Paracrax gigantea は非常に大型の鳥類であり、推定される背丈は2メートルを超えるに至った。パラクラックスがバトルニス科鳥類であるなら本種はバトルニス科で最大、そして生息環境においても最も背の高い動物であった。

## 生態
バトルニス科を含む大半のノガンモドキ目と同様に、パラクラックスは陸棲の捕食動物であった可能性が高い。生態の面では、パラクラックスはおそらく有名な親戚である飛べない大型の肉食鳥フォルスラコス科と似ていた。パラクラックスは、ヒアエノドンやディニクティスといった大型の肉食哺乳類の共存していた大型の飛べない肉食鳥類の主要な例であり、その生息環境においては頂点捕食者の役割を共有していたとみられている。